# Князья микулинские
Микулинские — угасший древний княжеский род.
Рюриковичи, ветвь князей Тверских, удельные правители Микулинского княжества.
Род внесён в Бархатную книгу.

## Происхождение и история рода

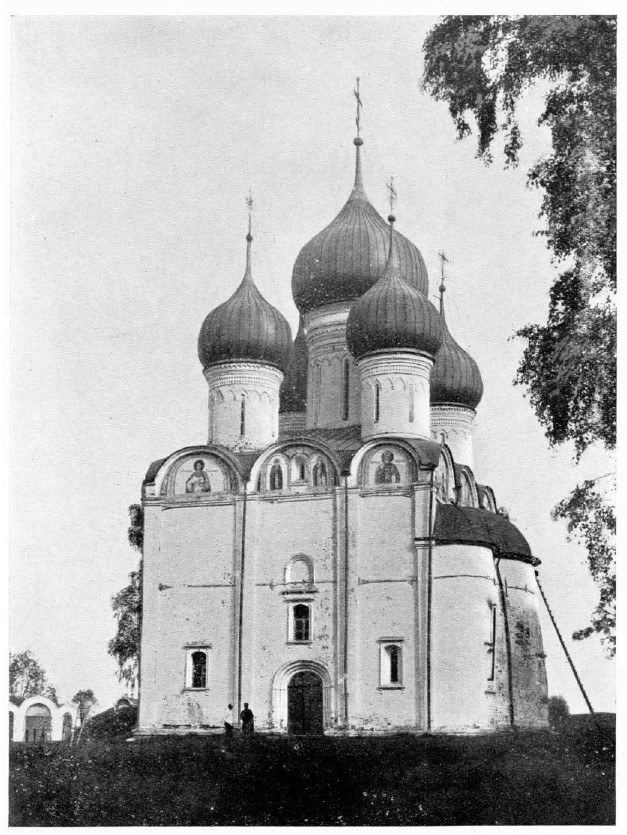
Микулино. Собор Архангела Михаила, где были похоронены многие микулинские князья и их родственники. Начало XX века.

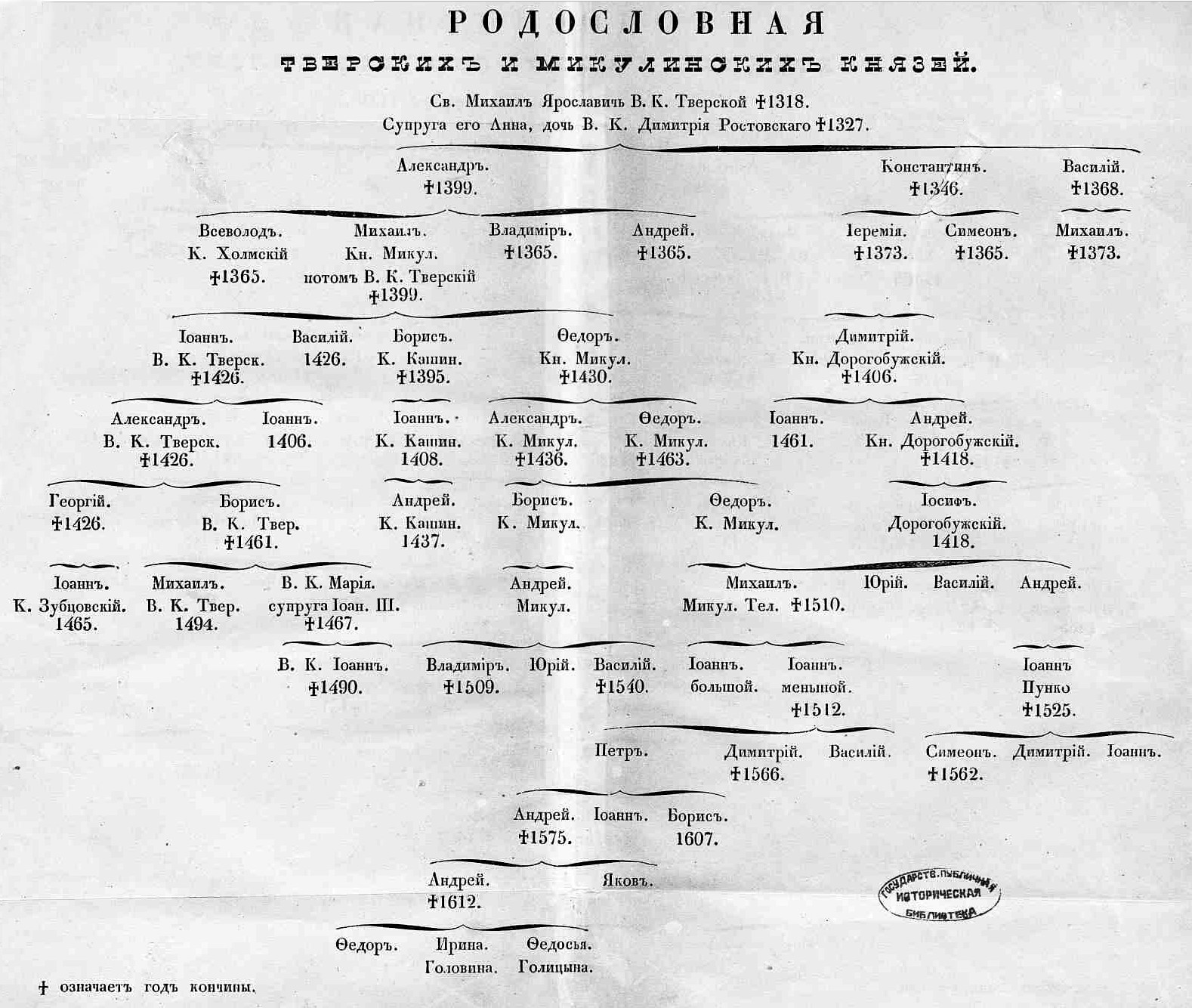
Родословная Тверских и Микулинских князей (из книги 1854 г.)

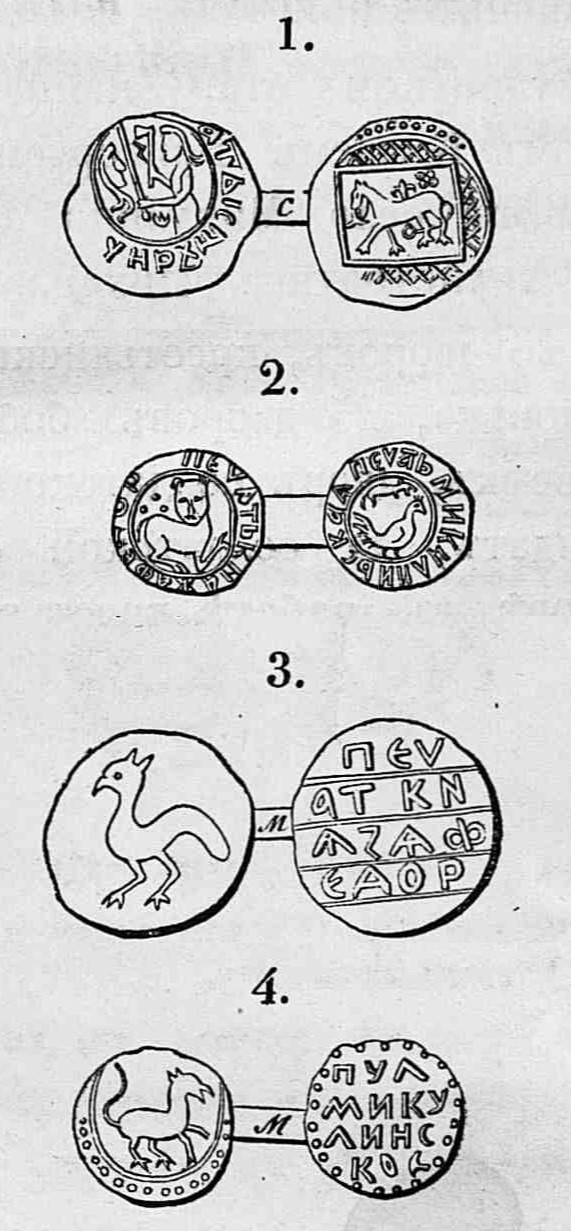
Монеты Микулинских князей XIV-XV веков (1 - серебро кн.Михаила Александровича, 2 - серебро кн.Фёдора Михайловича, 3 - медь кн.Фёдора, 4 - медное пуло.

Тверской князь Михаил Александрович, потомок Рюрика в XIV колене,  до занятия тверского престола (около 1340), был первым князем в Микулине, в момент смерти отца († 1339) он был ещё малолетним и первые годы его правления можно считать номинальными. В 1368 году он стал Великим князем тверским. После его смерти в 1399 году Микулин получил в удел младший сын князь Фёдор Михайлович Микулинский, который и был родоначальником князей Микулинских. Его внук Фёдор Александрович получил в удел Телятев и стал родоначальником князей Телятевских.
Мужская линия рода Микулинских пресеклась (1540), в XIX колене от Рюрика, со смертью боярина Василия Андреевича Микулинского, который имел только дочерей (если не считать князей Телятевских, род которых пресекся в 1640 году и которых также иногда называют Микулинскими).
В других исторических документах упомянут князь Микулинский, Семён Иванович Телятевский-Пунков (ветвь от Андрея Фёдоровича), который пожалован в бояре (1549) и умер в († 1559 или 1562), о детях ничего не известно.
В исторических актах XVI века, под именем князей Микулинских нередко встречаются лица, собственно принадлежащие к происшедшей от них ветви князей Телятевских.
Однородцами являются князья: Дорогобужские, Чернятинские, Холмские, Телятевские.

## Представители
Последовательность князей Микулинских в «Русской родословной книге» Лобанова-Ростовского представлена следующим образом:
| №                              | Имя, Отчество                      | № отца | Примечания |
| ------------------------------ | ---------------------------------- | ------ | --- |
| 1                              | Михаил Александрович               |        | Потомок Великого тверского князя, в иноках Матвей (ум. 1399). Женат на Евдокии Холмской (ум. 1405). |
| 2                              | Иван Михайлович                    | 1      | В его потомстве продолжилось Великое княжество Тверское до последнего из них, великого князя Михаила Борисовича, который после присоединения Тверского княжества к Московскому в 1486 году бежал в Великое княжество литовское. |
| 3                              | Александр Михайлович               | 1      | Известен по родословным. |
| 4                              | Борис Михайлович                   | 1      | Умер в 1395 году |
| 5                              | Василий Михайлович                 | 1      | Князь Кашинский. Женат на дочери киевского князя Владимира Ольгердовича (ум. 1396) |
| 6                              | Фёдор Михайлович                   | 1      | Правил (1399-1407) (второй удельный князь). Родоначальник князей Микулинских. |
| 7                              | Иван Борисович                     | 4      | Бездетный |
| 8                              | Дмитрий Васильевич                 | 5      | |
| 9                              | Александр Фёдорович                | 6      | Правил (1407 - 1435) (третий удельный князь) |
| 10                             | Фёдор Фёдорович                    | 6      | Правил (1435-1455) (четвёртый удельный князь)Бездетный |
| 11                             | Борис Александрович                | 9      | Правил (1455-1461) (пятый удельный князь) |
| 12                             | Фёдор Александрович                | 9      | Родоначальник князей Телятевские. |
| 13                             | Андрей Борисович                   | 11     | Шестой, последний удельный князь (1461-1485), при присоединении Твери к Московскому княжеству (1485) признал власть Ивана III и передал ему княжество, получив боярство и город Дмитров в вотчину.                              |
| 14                             | Владимир Андреевич                 | 13     | Боярин, († 1509). |
| 15                             | Юрий Андреевич                     | 13     | В 1471 году пришел к великому московскому князь Ивану III в Торжок, первым воеводою тверских войск для Новгородского похода. Бездетный.                                                                                         |
| 16                             | Василий Андреевич                  | 13     | Боярин, последний мужской представитель рода Микулинских († 1544) |
|                                | Анна Васильевна                    | 16     | Вторая супруга московского дворянина Беззубцева Фёдора Ивановича. |
|                                | Анастасия Васильевна               | 16     | Супруга Алабышева Семёна Фёдоровича. |
| 17                             | Иван Андреевич Микулинский-Лугвица | 13     | |
| Княжеский род Микулинских угас |                                    |        | |
|                                | Семён Иванович Пунков              | 17     | После смерти последнего князя Микулинского их владения унаследовал князь Семён Иванович принявший фамилию «Микулинский». |
|                                | Михаил Фёдорович                   | 12     | Боярин (1478-?), в поколенную роспись не вошёл. Упомянут в царской грамоте в августе 1508 года, как воевода в Великих Луках под фамилией Микулинский. Пожалован в бояре с этой же фамилией.                                     |